# Ernest Bour
Ernest Bour (Thionville, 20 de abril de 1913 - Estrasburgo,  20 de junho de 2001) foi um maestro francês.
Foi maestro principal da Orquestra Filarmônica de Estrasburgo de 1950 a 1963 e da Orquestra Sinfónica da SWR de 1964 a 1979. Dedicou-se sobretudo à música do século XX (Alban Berg, Béla Bartók, Paul Hindemith, Henryk Górecki, Karlheinz Stockhausen ou Iannis Xenakis).